# Paracheirodon
Paracheirodon (též neonka, tento název se však používá pro více rodů) je rod sladkovodních ryb z čeledi tetrovitých z řádu trnobřichých. Typovým druhem je Paracheirodon innesi, dobře známá jako neonka obecná. Rod Paracheirodon patří mezi ryby známé jako tetry.

## Popis
Všechny druhy tohoto rodu pocházejí z neotropické oblasti a vyskytují se v povodí Orinoka a Amazonky na severu Jižní Ameriky. Neonky dosahují maximální celkové délky 2,5 až 5 cm v závislosti na druhu a jsou protáhlého tvaru těla. Všechny sdílejí výraznou duhovou modrou postranní linii, ale mírně se liší ve svém dalším zbarvení. Tyto hejnové ryby preferují měkké, kyselé vody a živí se převážně malými korýši, hmyzem, červy a zooplanktonem. Při tření nehlídají vajíčka ani mláďata.
Rodové jméno Paracheirodon pochází ze starořeckého χείρ (ruka) a οδών (zuby), s předponou παρά (vedle), aby se odlišil od podobného rodu Cheirodon.

## Druhy
Aktuálně uznávané druhy v tomto rodu jsou:
- neonka červená (Paracheirodon axelrodi) – horní Orinoko a povodí řeky Rio Negro
- neonka obecná (Paracheirodon innesi) – průtočné přítoky řeky Solimões
- neonka modrá (Paracheirodon simulans) – horní Orinoko a povodí řeky Negro

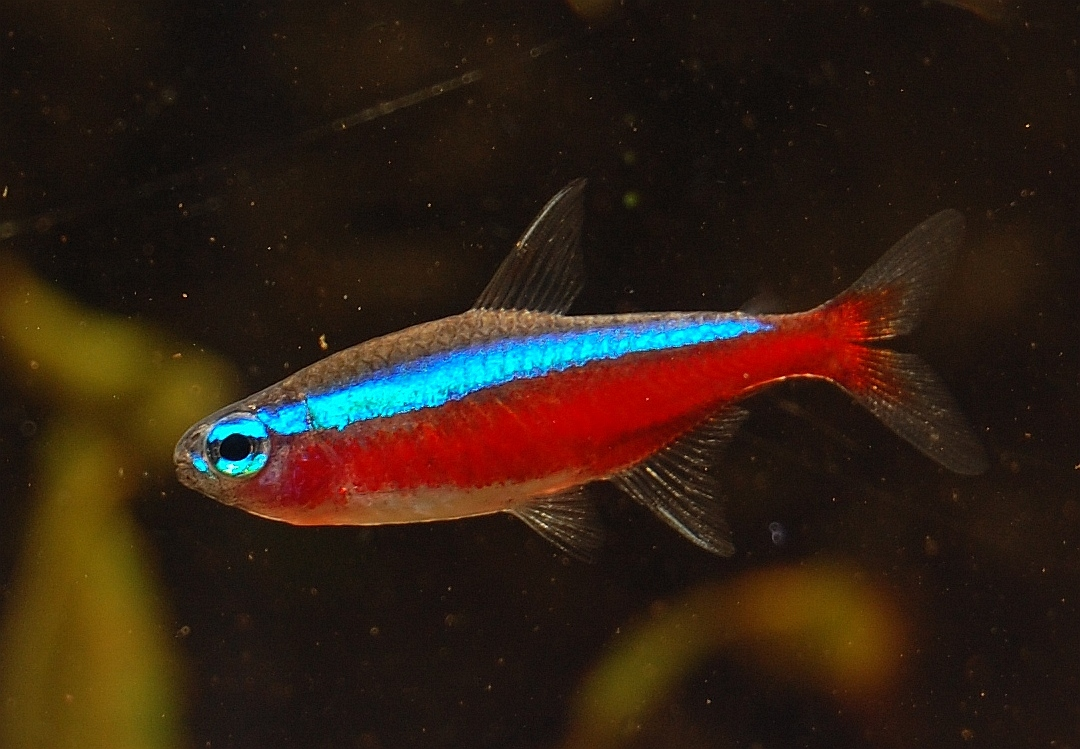
neonka červená
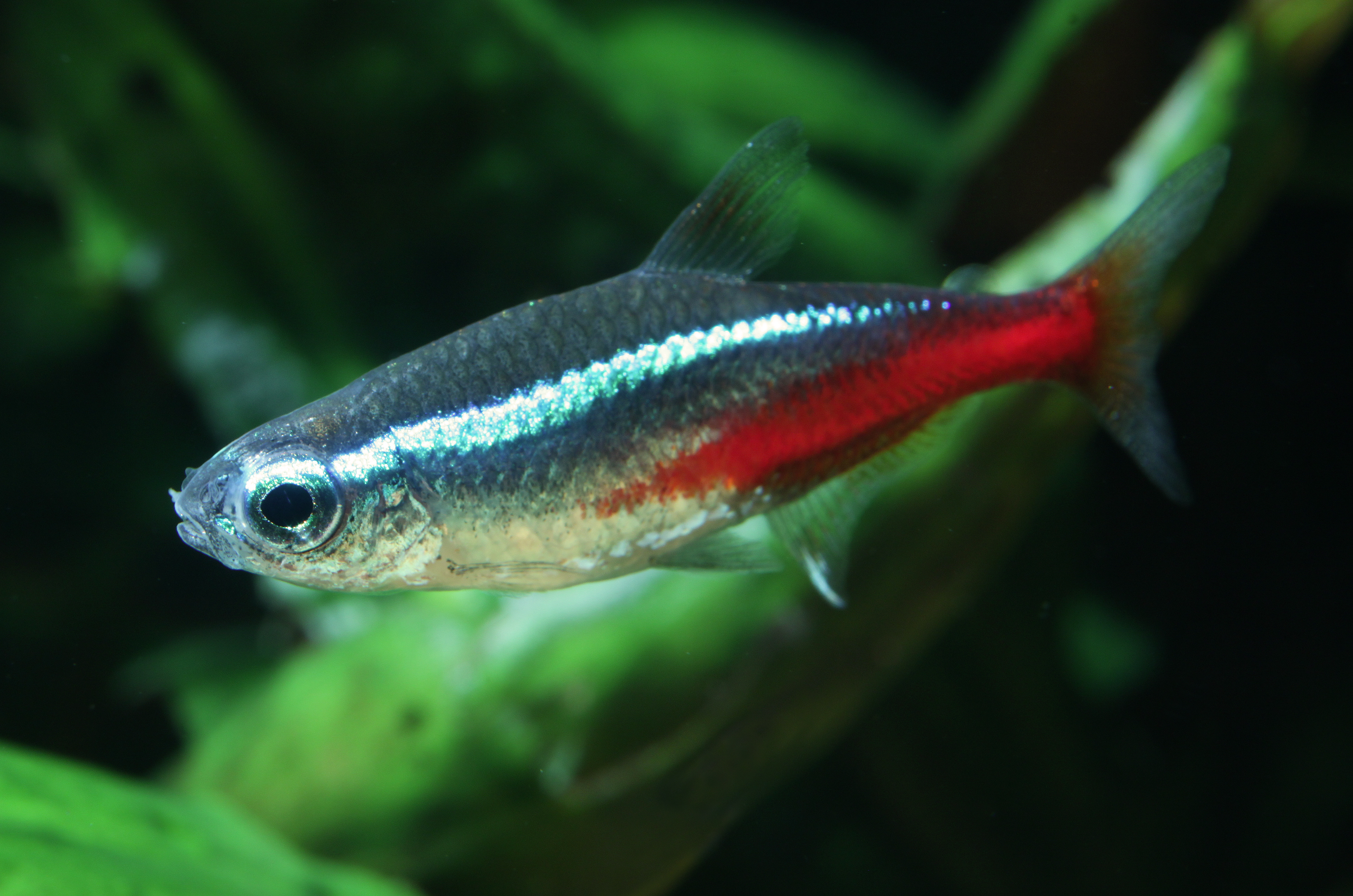
neonka obecná
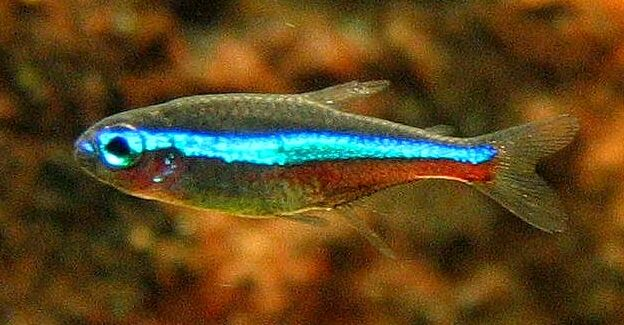
neonka modrá